# Papiro 48

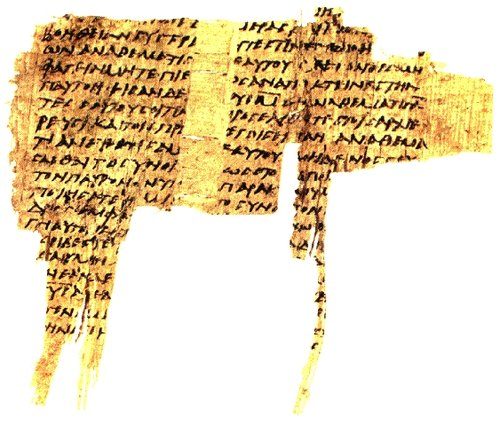
El papiro 48 con Hechos 23:11-17

El Papiro 48 en (Gregory-Aland), designado como {\displaystyle {\mathfrak {P}}}48, es una copia antigua de una perte del Nuevo Testamento en griego. Es un manuscrito en papiro que contiene porciones de Hechos 23:11-29. El manuscrito ha sido asignado paleográficamente al siglo III. Este texto fue publicado varias veces. 

## Descripción
Los fragmentos del códice conservan el texto de Hechos 23:11-29. El texto está escrito en 42-47 líneas por página. 
Utiliza los nombres sagrados con abreviaturas (ΥΣ dla ΥΙΟΣ – syn), también utiliza otros métodos de abreviaturas.
El escriba cometió varios errores, en Hechos 23,12 escribió αποκτειναστην en lugar de αποκτεινωσιν τον. En Hechos 23.28 escribió ενεκαλουνen lugar de εκαλουν.
Según Alanda es uno de los seis primeros manuscritos del libro de los Hechos (p. ej. Papiro 50, Papiro 53).

## Texto

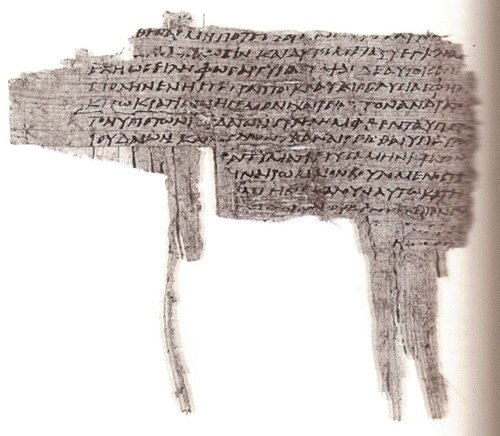
Verso del Papiro 48, fragmento de Hechos 23,25-29

Aunque el texto de este códice es extremadamente pequeño, el texto griego de este códice ha sido nombrado como una representación del tipo textual occidental. Aland lo ubicó en la Categoría IV. El texto es cercano al Códice de Beza.
Transmite una veriante única en Hechos 28,12: βοηθειαν συστραφεντες τινες των Ιουδαιων, en otros manuscritos: ποιησαντες συστροφην οι Ιουδαιοι (p74, Sinaítico, Vaticano, Efraemi, Laudiano, 33, 36, 81, 323, 945, 1175, 1739, 1891, sirh), o: ποιησαντες τινες των Ιουδαιων συστροφην (en la mayoría de bizantinos, lat, Peshitta, y parte de los manuscritos coptos).
En Hechos 28,13 ταυτην την συνωμοσιαν ποιησαμενοι en lugar de ανθεματισαντες εαυτους. Solo coincide con algunas variantes antiguas en latín del Códice Floriacense (h).
Los caracteres son típicos del siglo III. El manuscrito está fechado por el  INTF al siglo.

## Historia
El papiro fue descubierto por los empleados de la "Societa italiana per la ricerca dei Papiri greci e latini in Egitto". El texto del manuscrito fue publicado en 1932, por G. Vitelli y Mercati SG, seguido por Schofield y Comfort. Ernst von Dobschütz lo puso en la lista de los manuscritos del Nuevo Testamento, en el grupo de los papiros, asignándole el número 48.
Actualmente está guardado en la Biblioteca Laurenciana como (PSI 1165) en Florencia.

## Lectura adicional
- G. Vitelli and S. G. Mercati, Papiri greci e latini della Società Italiana X, (1932), pp. 112-118.
- Comfort, Philip W.; David P. Barrett (2001). The Text of the Earliest New Testament Greek Manuscripts. Wheaton, Illinois: Tyndale House Publishers. pp. 352-354. ISBN 978-0-8423-5265-9.

## Imágenes
- Imagen del {\displaystyle {\mathfrak {P}}}48 verso
- Imagen del {\displaystyle {\mathfrak {P}}}48 reverso